# علی‌عسگر علی‌اکبرف
علی‌عسگر علی‌اکبرف (ترکی آذربایجانی: Ələsgər Ələkbərov; ۲۶ مارس ۱۹۱۰ – ۳۱ ژانویهٔ ۱۹۶۳) یک بازیگر آذربایجانی دوره شوروی سابق بود.

## زندگی‌نامه

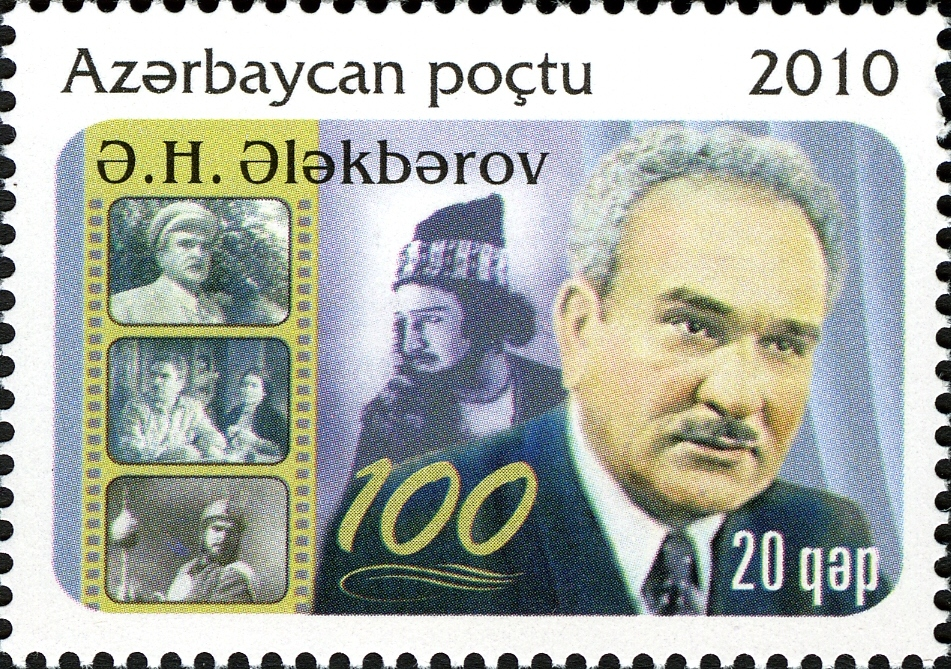
نگاره علی‌عسگر علی‌اکبرف بر روی تمبر

علی‌عسگر علی‌اکبرف در یک خانواده کاسب تهی‌دست چشم به دنیا گشود. در اوان کودکی به وسیله تماشای نمایش‌های خیابانی و گوش دادن به آوازخوانی‌های دراویش علاقه شدیدی به بازیگری و موسیقی پیدا کرد. در سال ۱۹۲۰ پدرش درگذشت و مادر خیاطش او و برادران و خواهرانش را به تنهایی به بار آورد. تا سن سال ۱۵ در یک باشگاه درام حضور پیدا می‌کرد؛ جایی که اطلاعات مقدماتی در مورد بازیگری و تئاتر را آنجا به دست آورد.
در سال ۱۹۳۰، علی‌عسگر علی‌اکبرف به ادامه تحصیل در هنرستان نمایش اجرامحور در باکو پرداخت. یک سال دیگر به همراه یک گروه هنری در تئاترهای مختلف آذربایجانی در کشورهای آذربایجان و گرجستان روی صحنه رفت. از سال ۱۹۳۳ تا آخر عمرش تئاتر درام ملی آکادمی دولت آذربایجان فعالیت کرد. وی بیشتر در ایفای نقش‌ها در تراژدی‌ها تخصص داشت. معروف‌ترین نقش آفرینی‌هایش دربردارنده «واقف» (اثر «واقف» صمد وورغون) و اتلو (اتلو از ویلیام شکسپیر) می‌باشد. در طول فعالیت‌های هنری ۳۰ ساله اش نقش واقف را در حدود ۷۰۰ بار ایفا کرد. منتقدان اجرای او را فوق‌العاده سرزنده و عطفی توصیف می‌کردند.
علی‌عسگر علی‌اکبرف نه تنها در تئاتر، بلکه در سینما نیز فعالیت داشت. اولین حضور وی در فیلم به ایفا نقش در فیلم سینمایی «خانه روی گلفشان»، ساخته شده در سال ۱۹۲۹ برمی گردد. در ضمن، وی در تعدادی از فیلم‌های مشهور آذربایجانی نظیر «لطیف»، «آلماز»، «کندلیلر» (روستاییان)، «اوگی آنا» (مادرخوانده)، «اوزاق ساحیللرده» (در سواحل دور)، «بویوک دایاق» (پشتوانه عظیم) و غیره… نقش آفرینی کرده‌است.
در سال ۱۹۶۱، به علی‌عسگر علی‌اکبرف در پی شرکتش در مراسمی هنری اختصاص یافته به جمهوری سوسیالیستی آذربایجان شوروی در مسکو در سال ۱۹۵۹، جایزه هنرمند مردمی اتحاد جماهیر شوروی اعطا شد.

## خانواده
علی‌عسگر علی‌اکبرف به مدت کوتاه با حکومه قربانوا مزدوج بود، که حاصل این ازدواج دختری به اسم «نائله» بود که در سال ۱۹۳۴ زاده شد.